# Spheciospongia tentorioides
Spheciospongia tentorioides är en svampdjursart som först beskrevs av Arthur Dendy 1905.  Spheciospongia tentorioides ingår i släktet Spheciospongia och familjen borrsvampar.
Artens utbredningsområde är Sri Lanka. Inga underarter finns listade i Catalogue of Life.